# Romerolagus diazi
Genre
Espèce
Statut de conservation UICN

 EN B2ab(i,ii,iii,v) : En danger
Statut CITES
Répartition géographique
Le Lapin des volcans ou Lapin de Diaz (Romerolagus diazi) est une espèce de petit lapin vivant principalement dans les montagnes du centre du Mexique. Là-bas, il est connu sous le nom de « Zacatuche » ou « Teporingo ». C'est l'unique espèce du genre Romerolagus.

## Description
Romerolagus diazi a un pelage brun foncé uniforme sur le dos et gris brunâtre sur le ventre ; sa queue est pratiquement invisible à cause de sa petite taille (23 à 32 cm pour une masse d'environ 500 g), ses pattes et ses membres sont courts, ses oreilles sont petites et arrondies.

## Reproduction
- Gestation : 40 jours
- Nombre de petits : 1 à 3
- Chromosomes : 46 chromosomes

## Longévité
Ce mammifère peut vivre 5 à 10 ans.

## Répartition
Cette espèce vit dans la vallée de Mexico au Mexique.